# World Open Match Play Snooker Championship 1968
Il World Open Match Play Snooker Championship 1968 è stato il primo evento professionistico della stagione 1968-1969 di snooker, il primo Non-Ranking, e la 3ª edizione di questo torneo, che si è disputato dal 24 al 29 luglio 1968 presso il Saint George's Leagues Club di Sydney, in Australia.
Il campione in carica era Rex Williams, il quale è stato sconfitto in finale da Eddie Charlton.
Il torneo è stato vinto da Eddie Charlton, il quale ha battuto in finale Rex Williams per 43-30. L'australiano si è aggiudicato così il suo primo World Open Match Play Snooker Championship e il suo quinto titolo Non-Ranking in carriera.
Durante il corso del torneo è stato realizzato un century break. Il break più alto del torneo è stato un 110, realizzato da Eddie Charlton.

## Montepremi
- Vincitore: A$1000

## Sfida unica
| Finale (63 frames) Saint George's Leagues Club, Sydney, 29 luglio 1968. Arbitro: ? |       |              |
| Eddie Charlton                                                                     | 43–30 | Rex Williams |
|                                                                                    |       |              |
| Eddie Charlton vince il World Open Match Play Snooker Championship 1968            |       |              |

## Century breaks
Durante il corso del torneo è stato realizzato un century break.
| N° | Giocatore      | Century breaks | Miglior break |
| -- | -------------- | -------------- | ------------- |
| 1  | Eddie Charlton | 1              | 110           |